# Olekszandr Joszipovics Hocjanyivszkij
Olekszandr Joszipovics Hocsjanyivszkij (ukránul: Олександр Йосипович Хоцянівський) (Doneck, 1990. július 20. –) ukrán szabadfogású birkózó. A 2019-es birkózó-világbajnokságon bronzérmet nyert 125 kg-os súlycsoportban, szabadfogásban. A 2019-es és a 2014-es birkózó Európa-bajnokságokon egy-egy bronzérmet nyert 125 kg-os súlycsoportban.

## Sportpályafutása
A 2019-es birkózó-világbajnokságon a bronzmérkőzés során a szíriai Badza Khutaba volt ellenfele, akit 5-1-re legyőzött.